# R. Bruce Elliott
Robert Bruce Elliott (Renton, Estado de Washington, 1 de septiembre de 1949) es un actor, artista de voz, director de doblaje y guionista estadounidense quien trabaja para Funimation. Ha brindado voces para varias versiones adaptadas al inglés de series de anime japonesas; uno de sus papeles más notables fue Richard Moore en Detective Conan. También apareció en la televisión y en el cine para una variedad de programas y películas de Barney y sus amigos, JFK y Finding North. También es la voz actual de Ginyu, reemplazando a Brice Armstrong en el doblaje de Funimation de la serie Dragon Ball.

## Filmografía

### Live-Action
| Año  | Serie                   | Papel                                  | Notas | Fuente                        |
| ---- | ----------------------- | -------------------------------------- | ----- | ----------------------------- |
| 1989 | Fletch Lives            | Técnico de información                 |       |                               |
| 1991 | JFK                     | Bolton Ford Dealer                     |       |                               |
| 1993 | Murder in the Heartland | Dr. Quill                              |       |                               |
| 1994 | The Chase               | Frank Smuntz                           |       |                               |
| 1998 | Finding North           | Vendedor de televisión                 |       |                               |
| 2000 | Dr. T y las mujeres     | Miembro del Ayuntamiento               |       |                               |
| 2002 | The Anarchist Cookbook  | Gerente de cafetería                   |       |                               |
| 2009 | Carried Away            | Wilton                                 |       |                               |
|      | Barney y sus amigos     | Señor Tenagain                         |       |                               |
|      | Shin Godzilla           | Yanagihara                             |       | Live action doblaje en inglés |
|      | Walker, Texas Ranger    | Kyle Jennings, Dueño de tienda, Vecino |       |                               |

### Videojuegos
| Año  | Título                                         | Papel                           | Notas | Fuente |
| ---- | ---------------------------------------------- | ------------------------------- | ----- | ------ |
| 2004 | BloodRayne 2                                   | Xerx                            |       | [ 3 ]  |
| 2005 | Brothers in Arms: Road to Hill 30              | Oficial alemán                  |       |        |
| 2005 | Æon Flux                                       | Guardián                        |       | [ 3 ]  |
| 2007 | Dragon Ball Z: Budokai Tenkaichi 3             | Dr. Wheelo                      |       |        |
| 2009 | Detective Conan: La investigación de Mirapolis | Richard Moore                   |       | [ 3 ]  |
| 2009 | Ghostbusters: The Video Game                   | Talento de voz adicional        |       | [ 4 ]  |
| 2009 | Soul of the Ultimate Nation                    | Narrador, varios personajes.    |       |        |
| 2010 | Comic Jumper: The Adventures of Captain Smiley | The Puttmaster                  |       | [ 5 ]  |
| 2011 | Orcs Must Die!                                 | Master                          |       | [ 3 ]  |
| 2012 | Orcs Must Die! 2                               | Master                          |       | [ 3 ]  |
| 2013 | The Walking Dead: Survival Instinct            | Sheriff Turner, Harrison, Dixon |       | [ 3 ]  |
| 2014 | Dragon Ball Z: Battle of Z                     | Ginyu                           |       | [ 3 ]  |
| 2014 | Smite                                          | Anubis                          |       | [ 3 ]  |
| 2014 | The Sailor's Dream                             | La voz de radio                 |       | [ 6 ]  |
| 2015 | Dragon Ball Xenoverse                          | Ginyu                           |       | [ 3 ]  |
| 2016 | Dragon Ball Xenoverse 2                        | Ginyu                           |       | [ 3 ]  |
| 2018 | Dragon Ball FighterZ                           | Ginyu                           |       | [ 3 ]  |
| 2018 | Dragon Ball Legends                            | Ginyu                           |       |        |